# قبانوري (درة صيدي)
قبانوري (بالفارسية: دره مراد) هي مستوطنة تقع في إيران في قسم درة صیدي الريفي. يقدر عدد سكانها بـ 143 نسمة .